# Learjet 35
Learjet 35 і Learjet 36 — реактивний адміністративний літак виробництва компанії Learjet бізнес-класу (версії Learjet 35 і Learjet 36) і військово-транспортний літак ВПС США С-21А.

## Розробка. Конструкція літака
Літак оснащений двома турбовентиляторними двигунами Garrett TFE731. Кабіна літака може вміщати 6-8 пасажирів. У версії Learjet 36 літак має скорочений пасажирський салон для розміщення в хвостовій частині фюзеляжу додаткових паливних баків.
Двигуни встановлені в гондолах по боках хвостової частини фюзеляжу. Крила комплектуються одне-щілинними закрилками. Крилові паливні баки розміщені в закінцівках крила, що відрізняє дизайн літака від інших літальних апаратів.
Літак розроблений на базі Learjet 25BGF (де «GF» означає Garrett Fan) з установкою нових двигунів Garrett TFE731. В результаті була збільшена потужність двигунів і знижений шум. Нова модель отримала найменування Learjet 35. Перший політ літак виконав у травні 1971 року.

## Історія експлуатації
У 1976 році американський професійний гравець у гольф Арнольд Палмер на літаку Learjet 36 виконав Навколосвітню подорож в 36990 км (22894 милі) за 57 годин 25 хвилин 42 секунди.
Станом на січень 2007 року Національна рада з безпеки на транспорті США заявила про 19 катастроф літаків Learjet 35/35А і дві Learjet 36/36A.

## Модифікації

### Learjet 35
Базова модель, оснащена двома двигунами TFE731-2-2А, на 13 сантиметрів довше за свого попередника, моделі 25. Перший політ дослідний зразок здійснив 22 серпня 1973 року. Сертифікований Федеральним управлінням цивільної авіації США в липні 1974 року. Він може перевозити до восьми пасажирів. Випущено 64 примірники під символом 35s.
Learjet 35A
Модель 35А — модернізована модель Learjet 35 з двигунами TFE731-2-2В та збільшенням дальності до 4488 км (2789 миль). Введений в експлуатацію в 1976 році, замінивши Learjet 35. До 1993 році випущено більш як 600 Learjet 35as

## Learjet 36
Модель 36 — ідентична 35. Відрізняється великим фюзеляжним паливним баком, збільшуючи дальність на 800 км (500 миль), зменшенням довжини пасажирського салону на 46 см (18 дюймів). Сертифікований в липні 1974 року.
Learjet 36A
Як і 35А отримала модернізовані двигуни й більшу максимальну злітну вагу. Сертифікований в 1976 році, замінивши версію 36.

### Військові версії

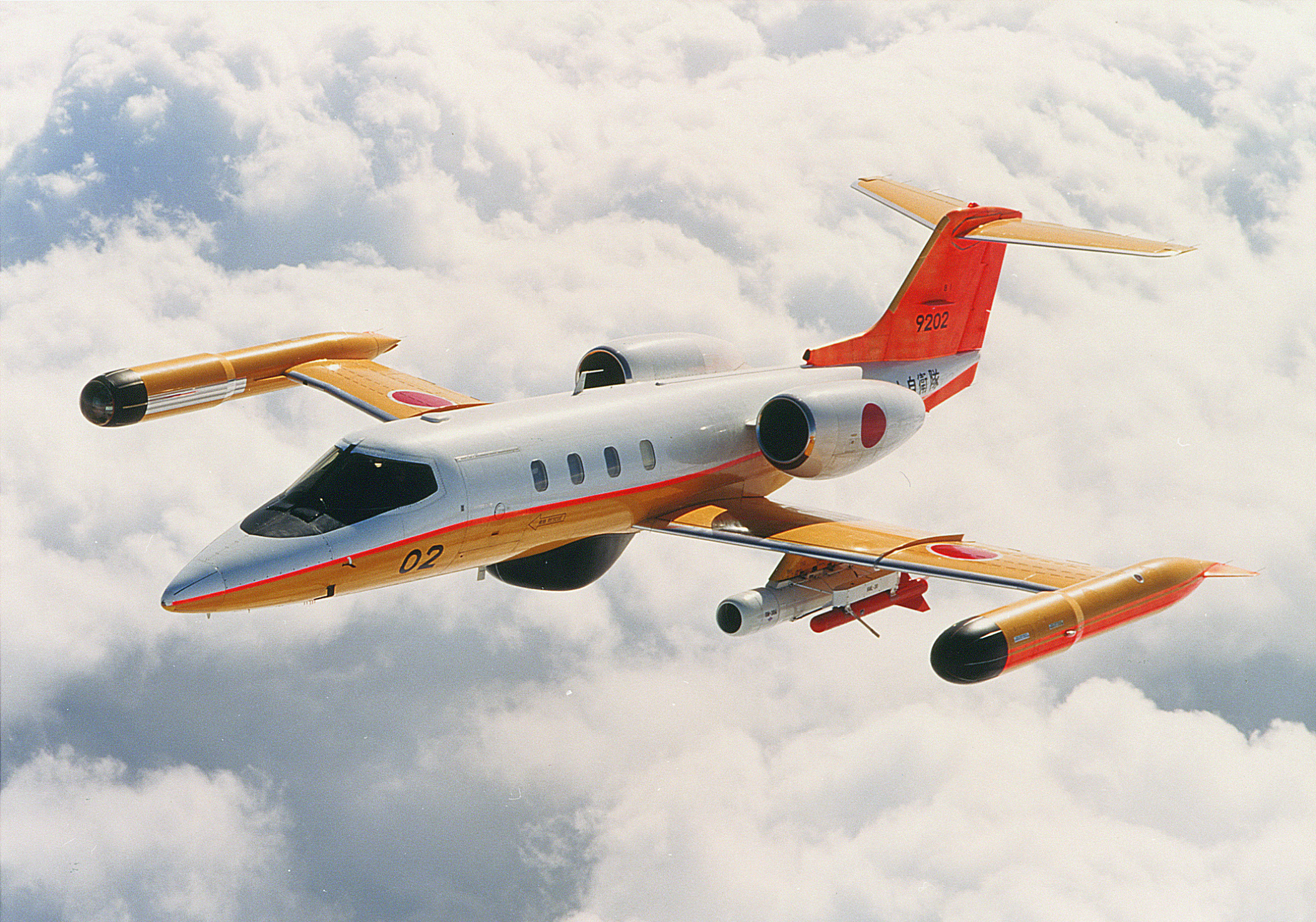
U-36A

C-21A
C-21А — військова версія learjet 35А із салоном для восьми пасажирів 1,26 м3 вантажу. Можливе використання в санітарних цілях і для перевезення поранених і вбитих. Постачання З-21А до війська почалися у квітні 1984 року і завершили у жовтні 1985 року.
EC-21A
Навчальна версія для радіоелектронної боротьби на базі Learjet 35A.
PC-21A
Версія для морського патрулювання та боротьби з підводними човнами на базі Learjet 35A. Оснащена пошуковим радаром, тепловізором, інфрачервоним сканером, телебаченням високої роздільності, підвісками під крилом для підвісних контейнерів вагою до 454 кг.
RC-21A
Розвідувальний варіант літака Learjet 35А. Оснащений камерами кругового огляду з великою дальністю перегляду, боковим оглядом із синтезованою апертурою, системою відеоспостереження.
U-36
Варіант Learjet 35А для Морських сил самооборони Японії. На цих літаках літає пілотажна група.
R-21A
Розвідувальний варіант літака Learjet 35А. Оснащений камерами кругового огляду з великою дальністю перегляду, системою відеоспостереження.
U-21A
Вантажно-пасажирський навчально-тренувальний варіант літака Learjet 36а, спочатку відомий як U-36A1. Оснащений тренажером ГСН ракети на додаток до радіолокації, авіонікою, приладами стрільби за оцінкою навчання, ежекторними пілонами, спеціальними системами зв'язку, системою постановки перешкод. Чотири літаки збудовані для Морських сил самооборони Японії. Модифікація U-36A1 і U-36 була проведена компанією Shin Meiwa Industry co., Ltd. (SMIC) на своєму заводі Tokushima.

## Експлуатанти

### Цивільні
використовується більш ніж в 35 країнах світу.

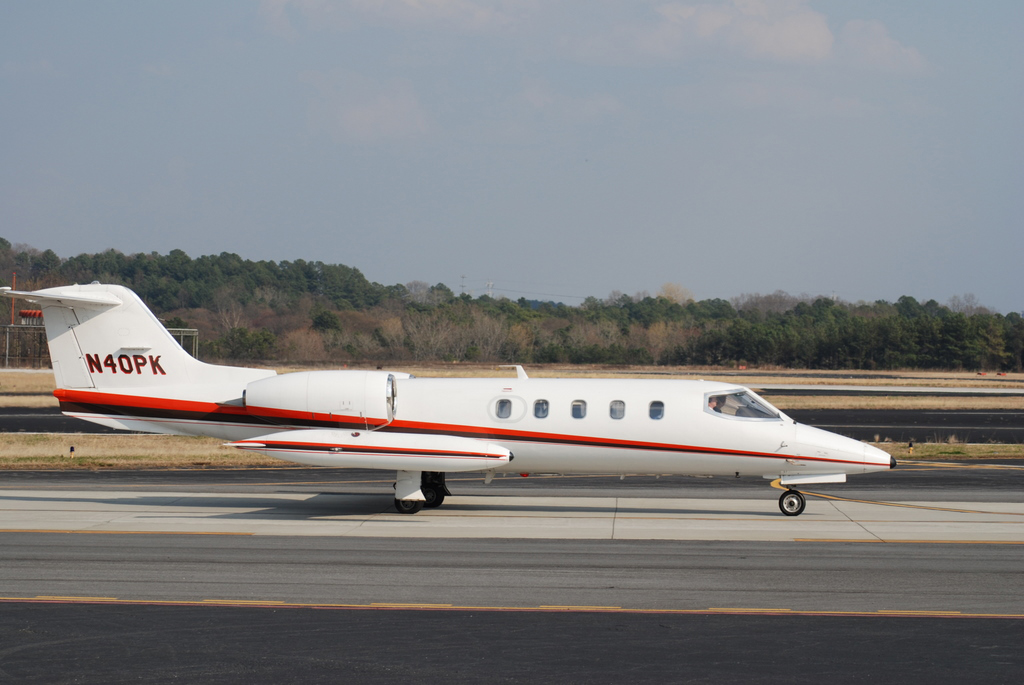
Learjet 35A

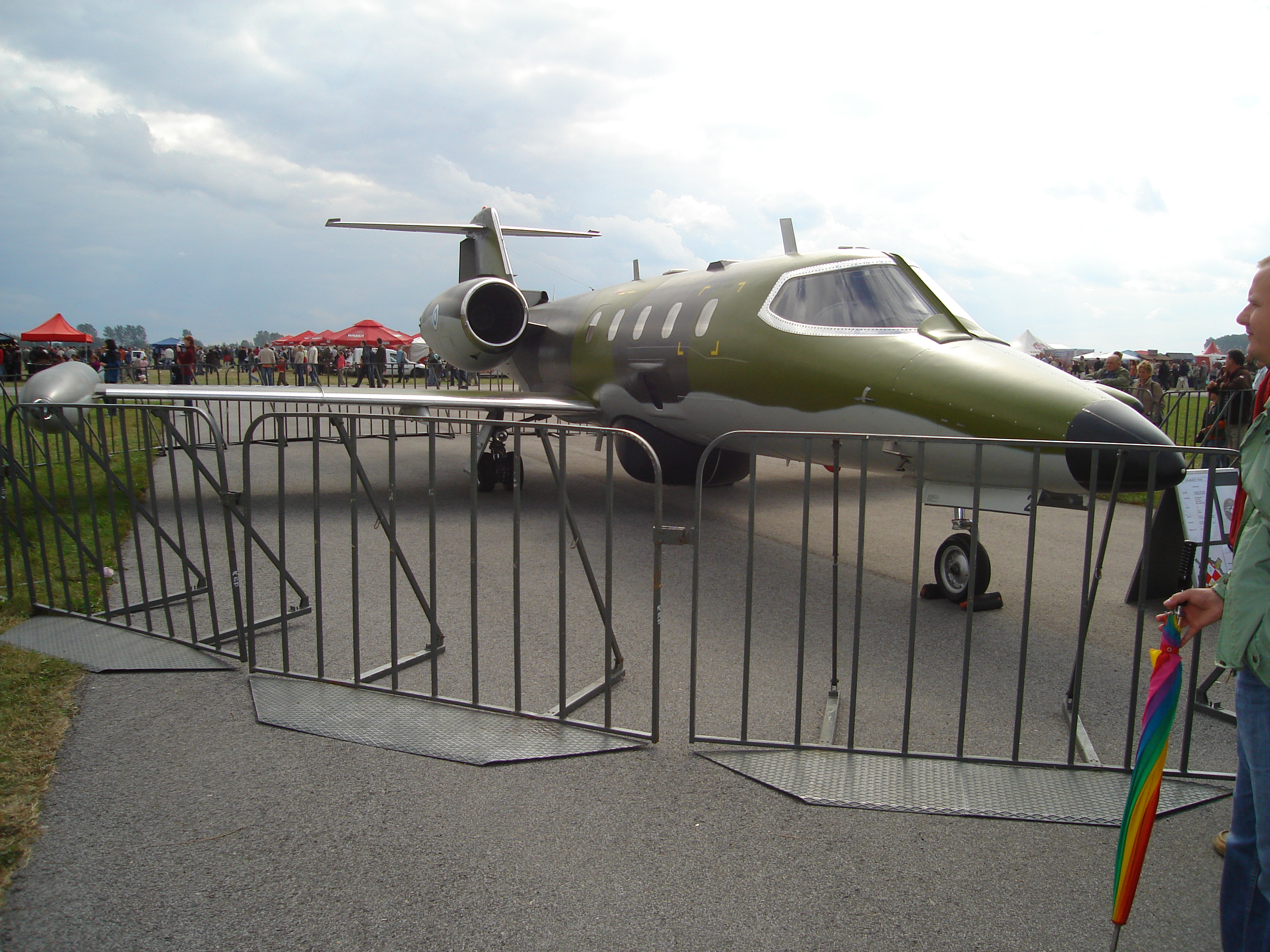
Learjet 35AS ВПС Фінляндії

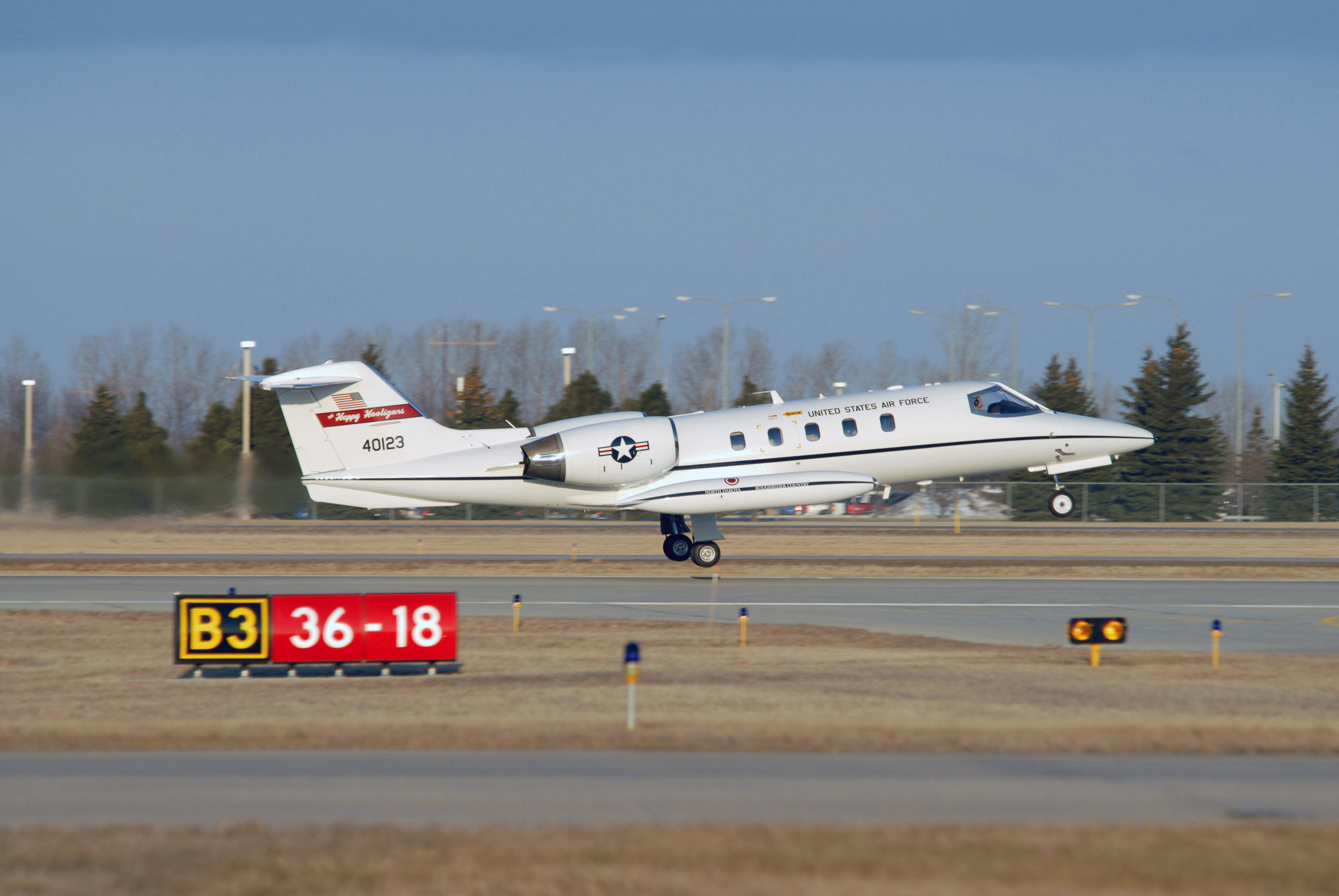
C-21A Learjet ВПС Національної гвардії Північної Дакоти. 119-е крило

### Військові
Аргентина
- Військово-повітряні сили Аргентини — Learjet 35s (на грудень 2015 р.)[3].

 Болівія
- Військово-повітряні сили Болівії

 Бразилія
- Військово-повітряні сили Бразилії — 6 літаків (на грудень 2015 р.)[4]

 Чилі
- Військово-повітряні сили Чилі — 2 літаки (на грудень 2015 р.)[5]

 Фінляндія
- Військово-повітряні сили Фінляндії — 3 літаки (на грудень 2015 р.)[6]

 Японія
- Морські сили самооборони Японії — 4 літаки Learjet 36 (на грудень 2015 р.)[7]

 Мексика
- Військово-повітряні сили Мексики

 Намібія
- Військово-повітряні сили Намібії

 Перу
- Військово-повітряні сили Перу — один Learjet 36 (на грудень 2015 р.)[8]

 Саудівська Аравія
- Королівські військово-повітряні сили Саудівської Аравії

- Військово-повітряні сили Швейцарії

 ОАЕ
- Військово-морські сили Об'єднаних Арабських Еміратів

 США
- Військово-повітряні сили США

 Таїланд
- Королівські військово-повітряні сили Таїланду